# Сошествие Ноя с горы Арарат
«Сошествие Ноя с горы Арарат» (также «Ной спускается с горы Арарат») — картина Ивана Айвазовского, написанная маслом в 1889 году. На картине изображён один из эпизодов ветхозаветной истории: Ной возвращается на землю после Всемирного потопа. Вместе с ним с Араратских гор спускаются его сыновья, жена, жёны сыновей и многочисленные животные, спасшиеся от потопа благодаря ковчегу.
Впервые картина была выставлена в Париже. Впоследствии Айвазовский подарил её школе в Новом Нахичеване. В Ереван картина была перевезена Мартиросом Сарьяном в 1921 году, во время Гражданской войны. В настоящее время выставлена в Национальной картинной галерее Армении.